# アジウソン・ドス・サントス
アジウソン・ドス・サントス（ポルトガル語: Adilson dos Santos、1976年5月12日 - ）は、ブラジルの元サッカー選手、現サッカー指導者。選手時代のポジションはDF。
Kリーグ時代の登録名はアディ（ハングル: 아디）。

## クラブ歴
1997年にアプカラナACで選手となり、同年にパラナ・クルーベへ移籍、パラナ州最高のディフェンダーとも考えられた。
翌1998年にセルビア・モンテネグロの強豪、レッドスター・ベオグラードに移籍、セルビア・モンテネグロ・プルヴァ・リーガで11試合に出場した。
2000年にレアル・ベティスに移籍したものの出番はなく、セビージャFCに移籍。セビージャは移籍金の支払いが出来なかったため、レアル・ベティスは不服を申し立て、セビージャでの出場が出来なくなってしまった。この問題が解決した後も、彼自身がまだ若すぎた事、そしてクラブが降格の危機に瀕していた事が重なり結局Aチームでの出場はならなかった。
同年に中国の大連実徳足球倶楽部にレンタル移籍した後、同クラブに完全移籍した。大連実徳ではアジア王者にも輝いた。
2006年3月にはKリーグのFCソウルに移籍。2007年、2008年、2010年、2012年、2013年とKリーグベストイレブンに選出された。
2014年1月29日に現役を引退、FCソウルのアシスタントコーチに就任した。

## タイトル

### クラブ
パラナ・クルーベ
- カンピオナート・パラナエンセ：1997

大連実徳
- 中国サッカー・甲Aリーグ：2000、2001、2002
- 中国サッカー・スーパーリーグ：2005
- 中国FAカップ：2001、2005
- アジアカップウィナーズカップ：2000-01

FCソウル
- Kリーグ：2010、2012

準優勝：2008
- 韓国リーグカップ：2006、2010

準優勝：2007
- AFCチャンピオンズリーグ

準優勝：2013

### 個人
- Kリーグベストイレブン：2007、2008、2010、2012、2013